# Нежења
Нежења (енг. The Bachelor) је америчка романтична комедија - драма фантазије из 1999. у режији Герија Сињора, а сценариста Стив Коен. Реч је о римејку филма Седам шанси из 1925. са Крисом О'Донелом и Рене Зелвегер у главним улогама. Филм је добио негативне критике критичара и зарадио је 36,9 милиона долара у односу на буџет од 21 милион долара. Овај филм такође обележава глумачки деби Мараје Кери.

## Опис филма
Нежења, након што је покварио просидбу својој девојци од три године, открива да му је деда умро и оставио му породични посао под условом да се ожени до 6:05. поподне на његов 30. рођендан (а то је следећег дана), да не буде одвојен од своје невесте више од недељу дана током наредних 10 година њиховог брака и да морају покушати да роде дете негде током првих пет година њиховог брака, што је довело до нежења, његових пријатеља и свештеника да се муче у наредних неколико сати у потрази за младом.
Ако Џими не успе, пословни конкурент Оден Спортс ће купити компанију. У међувремену, Ен се премишља и враћа у свој стан, који дели са својом сестром Натали (Марли Шелтон). Натали наговара Ен да оде кући у посету њиховим родитељима на ноћ.
Очајни Џими отвара кутију за ципеле пуну фотографија старих девојака и почиње да им трага. Прво угледа Стејси (Ребека Крос), трговку фјучерсима нафте, за коју се испоставило да је верена. Друга је Зое (Стејси Едвардс), излога. Џими одлази да је види, али одмах затим бежи за женом за коју мисли да је Ен. Враћа се и открива да је Зое запалила манекенку .
Удаљава се са оперском певачицом (Мараја Кери) и полицајцем (Џенифер Еспозито). Убрзо се његова листа исцрпљује, али његов последњи избор прихвата — Бакли (Брук Шилдс), која мрзи Џими, али жели да његов новац подупре богатство њене породице. Док свештеник покушава да води обред, она постепено упознаје друге услове тестамента. Ужаснута, она одлази.
Ен недостаје Џими и враћа се у град. Покушавајући да га лоцира, она зове Марка да договори вечеру са Џимијем.
Док се сви труде да помогну Џимију да спаси породични посао, Џими схвата „ефекат“ брака, јер свештеник открива како је преузео свештенство након што му је жена умрла и да је био поносан што је ожењен и ствара породицу у том процесу. .
Схвативши да воли Ен и да је спреман да се 'одлучи', Џими се, након што је целу ноћ будан, одмарао у цркви у којој је Марко обећао да ће испоручити младу. Буди се и затече стотине жена обучених као невесте како га чекају. Након што је покушао да смири жене, Марко лаже и каже да је све била шала. Марко открива да се Ен враћа, па Џими бежи на железничку станицу, наручујући успут торту. Стиже тамо након што побегне од невеста. Он проналази Ен у возу, али она је открила новине са насловном страном са питањем: "Да ли би се удала за овог човека за 100 милиона долара?" са Џимијевом сликом поред. Она је узнемирена, али он јој признаје љубав и они се помире.
Натали проналази одбачену венчаницу у станици, а Ен је облачи у купатилу. Она отвара врата и види стотине невеста како пролазе поред Џимија. Џими бежи. На крају се пење уз помоћ пожарних степеница и виче за Ен, док се невесте окупљају испод. Свештеник почиње да води церемонију преко звучника из унутрашњости полицијског аутомобила, због чега многе 'невесте' нападају ауто. Ен, у гомили, пробија се кроз и до Џимија. Ен убеђује друге жене да буду срећне и нека то буде њен дан.
Свештеник завршава церемонију проглашавајући их мужем и женом, уз клицање свих, а Џими и Ен се љубе. Стигли су тачно на време пре рока од 18:05 да наследе 100 милиона долара. Затим баци свој букет у бујну гомилу испод.

## Глумци
- Крис О'Донел - Џими Шенон
- Рене Зелвегер - Ен Арден
- Мараја Кери - Илана
- Едвард Аснер - Сид Глукман
- Хал Холбрук - Рој О'Дел
- Џејмс Кромвел - Свештеник
- Марли Шелтон - Натали Арден
- Питер Јустинов - деда Џејмс Шенон
- Ребека Крос - Стејси
- Стејси Едвардс - Зои
- Сара Силверман - Каролин
- Брук Шилдс - Бакли Хејл-Виндзор

## Издање

### Критички пријем
На веб локацији агрегатора рецензија Rotten Tomatoes, 8% од 71 критике критичара је позитивно, са просечном оценом од 3,6/10. Метакритик, који користи пондерисани просек, доделио је филму оцену 31 од 100, на основу 26 критичара, што указује на „генерално неповољне критике“. Публика коју је дала је филму просечну оцену „Б–“.
Стивен Холден у Њујорк тајмсу је рекао да филм „изграђује део комедије немог филма, иако је његова сатира преширока да би носила много убода“. 

### Благајна
Филм је почео са бројем 3 на северноамеричким благајнама иза Колекционара костију и Куће на уклетом брду зарадом од 7,5 милиона долара током првог викенда.  Нежења је на крају зарадио 37 милиона долара широм света, што га чини скромним успехом.